# Джелибейби
Джелибейби е измислена страна в създадения от британския автор Тери Пратчет Свят на диска. Основана е върху културата на Древен Египет и за нея научаваме предимно от книгата Пирамиди.
Джелибейби е наричана още 'Кралство на слънцето' и 'Старото кралство'.

## География
Джелибейби е широка 2 мили и дълга 250. Намира се на брега на Кръглото море на Клач. Почти изцяло под вода по време на сезона на наводненията, страната е едновременно заплашвана и пазена от силните си съседи: Тсорт и Ефеб. Основните отглеждани култури са: дини, чесън и (поради непрекъснатото си настъпление върху плодородните земеделски земи) пирамиди. Велика страна в миналото, сега Джелибейби е представлява сбор от един скъп палат, няколко прашни руини и споменатите вече неколкократно пирамиди. Допреди събитията от романа Пирамиди цялата икономическа мощ на страната е насочена към строежа им. Като резултат Джелибейби е в състояние на постоянен банкрут.

## История
Кралството е на 7000 години. Времето там се движи бавно. Причината е отново в пирамидите, които забавят времето и предотвратяват разрухата. Толкова много от тях са били построени в Джелибейби обаче, че в крайна сметка те спират напълно времето. Резултатът е, че Кралството изживява един и същи ден от хилядолетия.

## Религия
Страната има огромен брой от местни богове, никому непознати по широкия свят. Владетелят, фараон, също е бог макр и в човешка форма. Той по правило носи златна маска (Лицето на Слънцето), а по време на религиозни обреди също така и Млатилото на Милосърдието, Обсидиановия сърп на Справедливостта, Восъчната пита на Плодородието, Трепетликовото клонче на Мъдростта, Снопа на Изобилието, Кратунката на Водата от Небесата, Тризъбеца на Водите от Земята, Зелевия кочан на Растителното размножаване и Лопатката на Хигиената. Ако някое от тези му липсва, ще загуби точки.